# 滋賀県道551号山東伊吹線
滋賀県道551号山東伊吹線（しがけんどう551ごう さんとういぶきせん）は、滋賀県米原市を通る一般県道である。

## 概要
米原市柏原から米原市伊吹に至る。
近くに伊吹山がそびえ、夏は登山、冬はスキーにと賑わう。

### 路線データ
- 起点：滋賀県米原市柏原（柏原交差点、国道21号交点）
- 終点：滋賀県米原市伊吹（滋賀県道・岐阜県道40号山東本巣線旧道交点）
- 総延長：8.3 km

## 歴史
- 1983年（昭和58年）3月4日 - 滋賀県告示第106号により路線認定[1]。

## 路線状況

### 道路施設

#### 橋梁
- 砂走川橋（砂走川、米原市）
- 政所川橋（政所川、米原市）
- 高杉橋（弥高川、米原市）

### 交通量
24時間交通量（台）　道路交通センサス
| 区間        | 平成17（2005）年度 | 平成22（2010）年度 | 平成27（2015）年度 |
| ----------- | ------------------ | ------------------ | ------------------ |
| 起点 - 終点 | 2,225              | 2,072              | 2,237              |

（出典：「平成22年度　全国道路・街路交通情勢調査 一般交通量調査 箇所別基本表」、「平成27年度全国道路・街路交通情勢調査 一般交通量調査 箇所別基本表」（国土交通省ホームページ）より一部データを抜粋して作成）

## 地理

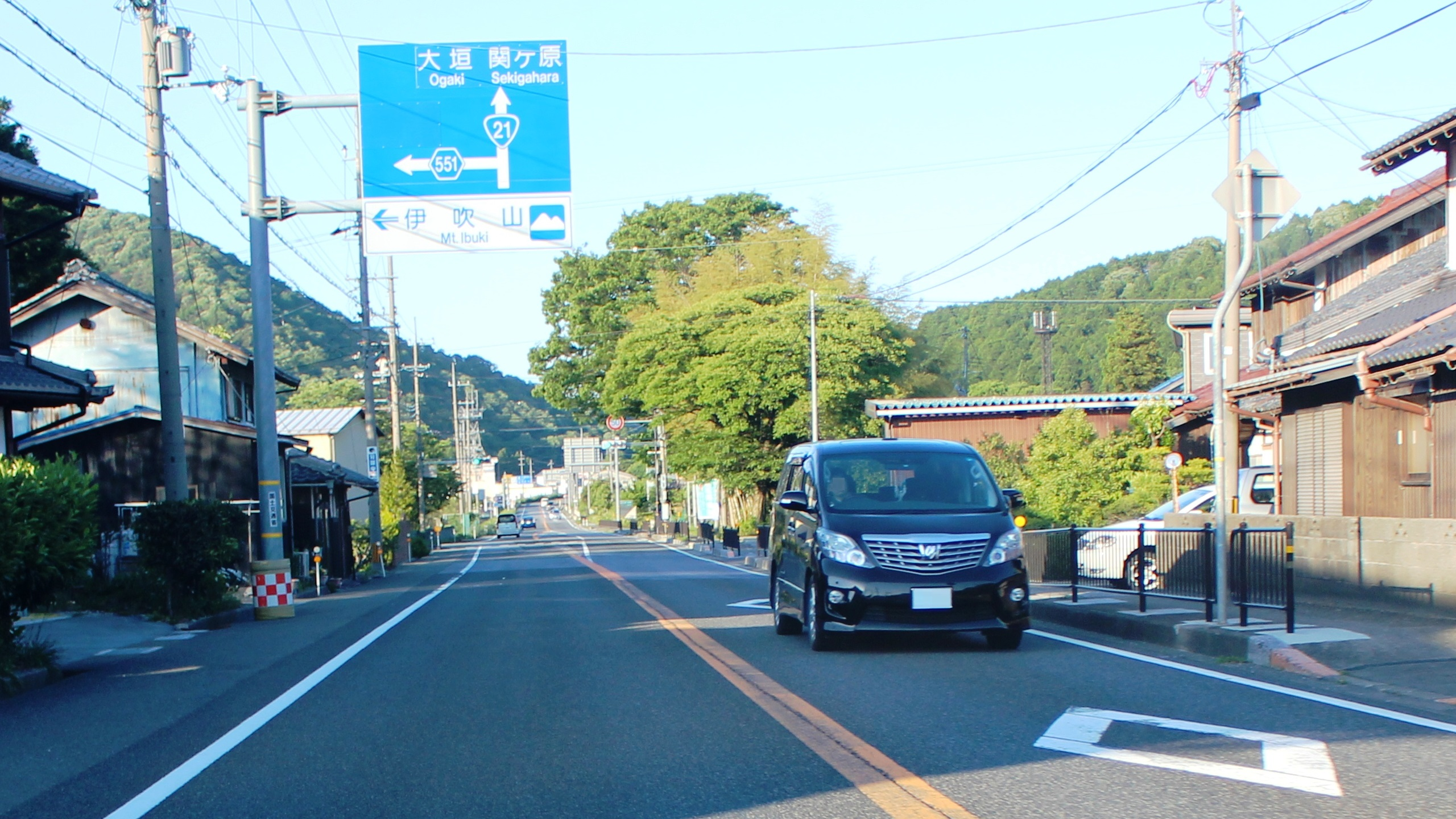
滋賀県道551号山東伊吹線の起点となる国道21号との交差点
米原市柏原

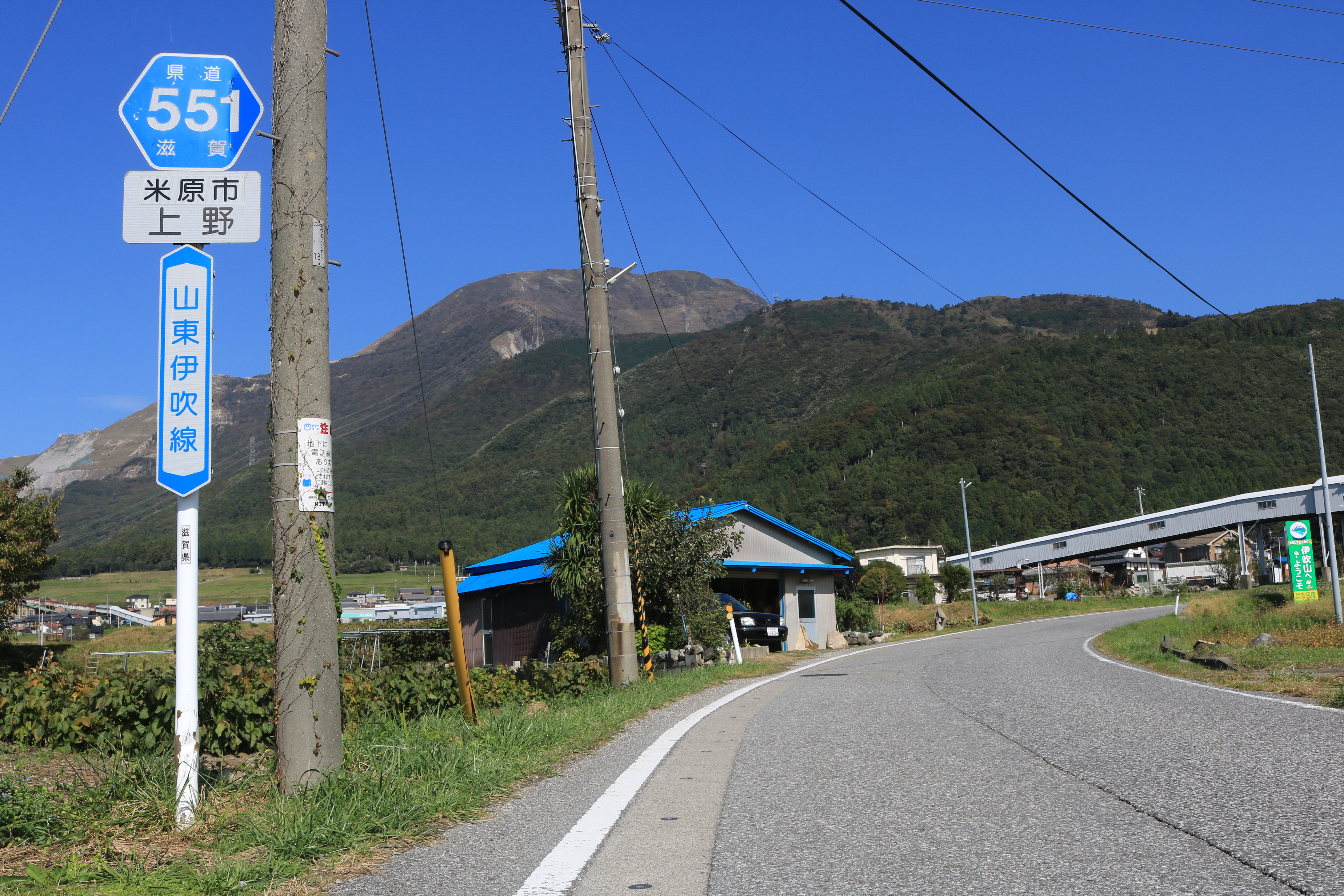
滋賀県道551号山東伊吹線と左奥の伊吹山
米原市上野

### 通過する自治体
- 滋賀県
  - 米原市

### 交差する道路
| 交差する道路                                 | 交差する場所 | 交差する場所      |
| -------------------------------------------- | ------------ | ----------------- |
| 国道21号                                     | 柏原         | 柏原交差点 / 起点 |
| 滋賀県道249号柏原停車場線                    | 柏原         | 八幡神社前交差点  |
| 滋賀県道244号大野木志賀谷長浜線              | 村木         | 村木交差点        |
| 国道365号                                    | 高番         | 高番交差点        |
| 滋賀県道531号藤川春照線                      | 春照         |                   |
| 坂浅東部広域農道                             | 上野         | 上野交差点        |
| 滋賀県道268号伊吹山上野線 / 伊吹山登山道歩道 | 上野         |                   |
| 滋賀県道・岐阜県道40号山東本巣線 / 旧道      | 伊吹         | 終点              |

### 交差する鉄道
- 東海道本線
- 東海道新幹線

### 沿線
- JR東海東海道本線 柏原駅
- NTT西日本 彦根支店柏原別館
- 八相宮神社
- 真楽寺
- 米原市立伊吹山中学校
- 滋賀銀行 伊吹出張所
- 伊吹郵便局
- 米原市役所 伊吹支所
- 伊吹山山麓第二リフト乗場
- 三之宮神社
- 米原市立伊吹小学校
- NTT西日本 滋賀支店伊吹別館